# 이태선밴드
이태선밴드는 대한민국의 밴드였다.

## 방송
- 개그콘서트 (1999~2019)

## 노래
- Hee
- 아
- Hong
- LYH
- 탄
- 목
- 밍키
- 우
- EST
- 은
- 봉
- 수
- Lee2
- 성태
- Aw
- Minky mom
- Pw 4

## 수상
- KBS 연예대상 특별상 (2004)